# Rakovica (Ilidža)
Rakovica es una población rural de la municipalidad de Ilidža, en Bosnia y Herzegovina.

## Demografía
Hasta 2013 la población era de 1836 habitantes.